# جون تي دانيلز
جون تي دانيلز (بالإنجليزية: John T. Daniels)‏ هو مصور أمريكي، ولد في 31 يوليو 1873، وتوفي في 31 يناير 1948.